# KAN

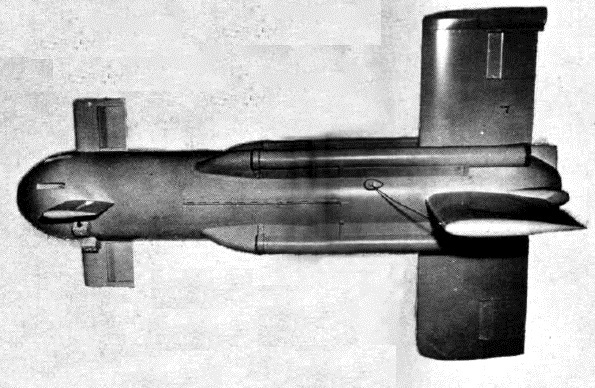

KAN (словесное название флотского варианта — Little Joe, варианта для ВВС — Little Moe) — первая американская зенитная управляемая ракета и первая ракета морского базирования в частности, разработанная в 1945 году. Разрабатывалась как ответ на угрозу камикадзе. Не принимала участия в боях, разработка прекращена в 1946 году. Вероятно, первая в мире зенитная управляемая ракета морского базирования (первая ракета класса «море—воздух») и первое средство противовоздушной обороны кораблей с реактивным поражающим элементом.

## История
В феврале 1945 года, ВМФ США инициировал разработку максимально простого управляемого зенитного снаряда для защиты кораблей. Хотя параллельно по заказу ВМФ разрабатывалась другая зенитная управляемая ракета SAM-N-2 Lark, но было ясно, что её создание потребует много времени. ВМФ США нуждался в более простом решении, которое должно было быть реализовано в ближайшее время.
Зенитная ракета KAN была спроектирована как очень простое, лёгкое в изготовлении устройство. Она была создана специалистами NAMU (Naval Air Material Unit) совместно с бюро аэронавтики флота (US Navy Bureau of Aeronautics) в мае 1945. Первые лётные испытания состоялись в июле 1945 года.

## Конструкция

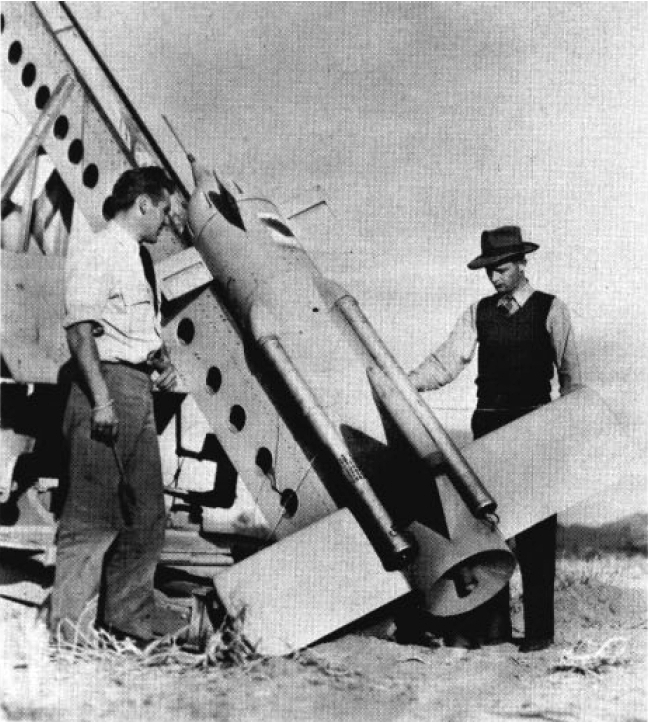
A KAN-1 missile at Point Mugu.

KAN был очень простой ракетой, представлявшей собой, по сути дела, стандартный авиационный стартовый ускоритель Aerojet 8AS1000 JATO (Jet-Assisted Take-Off), дооснащенный крестовидным оперением и системой радиокомандного управления. Аэродинамическая схема снаряда — «утка» с расположением четырёх рулевых плоскостей в носовой части. Запуск осуществлялся с помощью стартовой ступени, состоявшей из четырёх твердотопливных двигателей от армейских 76-миллиметровых НУРС. После запуска, снаряд направлялся в цель радиокомандно оператором, осуществлявшим визуальное отслеживание полета ракеты при помощи закрепленных на её корме трассёров.
Дальность действия ракеты составляла всего около 4 км (чего считалось достаточным для противостояния летящим прямо на корабль камикадзе), максимальная скорость - 640 километров в час. Боевая часть снаряда весила 45 килограммов и приводилась в действие радиолокационным неконтактным взрывателем.
Существовали две модификации ракет — KAN-1 и KAN-2, различавшихся исключительно используемым топливом. Различие было вызвано тем, что ранние образцы топлива были слишком дымными, и оператор плохо различал трассёр ракеты. На KAN-2 данный недостаток был устранен.
Всего 15 ракет KAN обеих модификаций были изготовлены, перед тем как программа была закрыта в 1946 году.